# Az Érdekes Ujság Könyvtára
Az Érdekes Ujság Könyvtára egy magyar nyelvű szépirodalmi könyvsorozat volt 1913-ban. 

## Jellemzői
Az Érdekes Újság az 1910-es évek szórakoztató lap volt, és 1913-ban adta ki hasonló célú kisebb könyvsorozatát, amely valójában 2 részből állt. Az egyik magyar szerzőktől közölt kisebb szórakoztató műveket, a másik Arthur Conan Doyle (1859–1931) angol író Sherlock Holmesjának egyes köteteit bocsátotta a magyar nagyközönség számára. 
A sorozat kötetei az Érdekes Újság Kiadóhivatalának gondozásában jelentek meg Budapesten egyszerű, világoszöld borítóban, amelyen fekete színű, sakkmintát utánzó keretben a szabad felület közepén egy második ugyanilyen keretben fekete betűkkel a szerző neve és a mű címe volt olvasható. A gerincen felül fekete betűkkel a szerző és a cím, alul a sorozatjelzés kapott helyet.

## I. sorozat
- 1. Tóth Béla: Vasárnapok. 212 [1] l.
- 2. Szomaházy István: A hatezer éves férfi és más történetek. 206 [1] l.
- 3. Kabos Ede: Az eleven kulcs. 229 l.
- 4. Szabóné Nogáll Janka: Flirt. 200 [1] l.
- 5. Bársony István: Egy darab élet. (Elbeszélések.) 195 [1] l.
- 6–7. Kóbor Tamás: A csillagok felé. 214, 200 l.
- 8. Lux Terka: Álom. 217 [1] l.
- 9. Vay Sándor gr.: Pestvármegyei históriák. 217 [1] l.
- 10. Erdős Renée: Norina. 209 l.

## II. sorozat
- 1. Doyle A. Conan: Bernac nagybácsi. 221 [1] l.
- 3. Doyle A. Conan: A brixtoni rejtély. 198 [1] l.
- 3. Doyle A. Conan: Dilettáns detektív. 229 [1] l.
- 4. Doyle A. Conan: A koroskó trégédiája. 218 l.
- 5. Doyle A. Conan: A külvárosban. 200 [1] l.
- 6. Doyle A. Conan: A nagy árnyék. 202 [1] l.
- 7. Doyle A. Conan: Rodney Stone. 212 [1] l.
- 8. Doyle A. Conan: A sátán kutyája. 1. köt. 216 [1] l.
- 9. Doyle A. Conan: A sátán kutyája. 2. köt. 213 [1] l.
- 10. Doyle A. Conan: Sherlock Holmes halála és feltámadása. 191 [1] l.

## Képtár

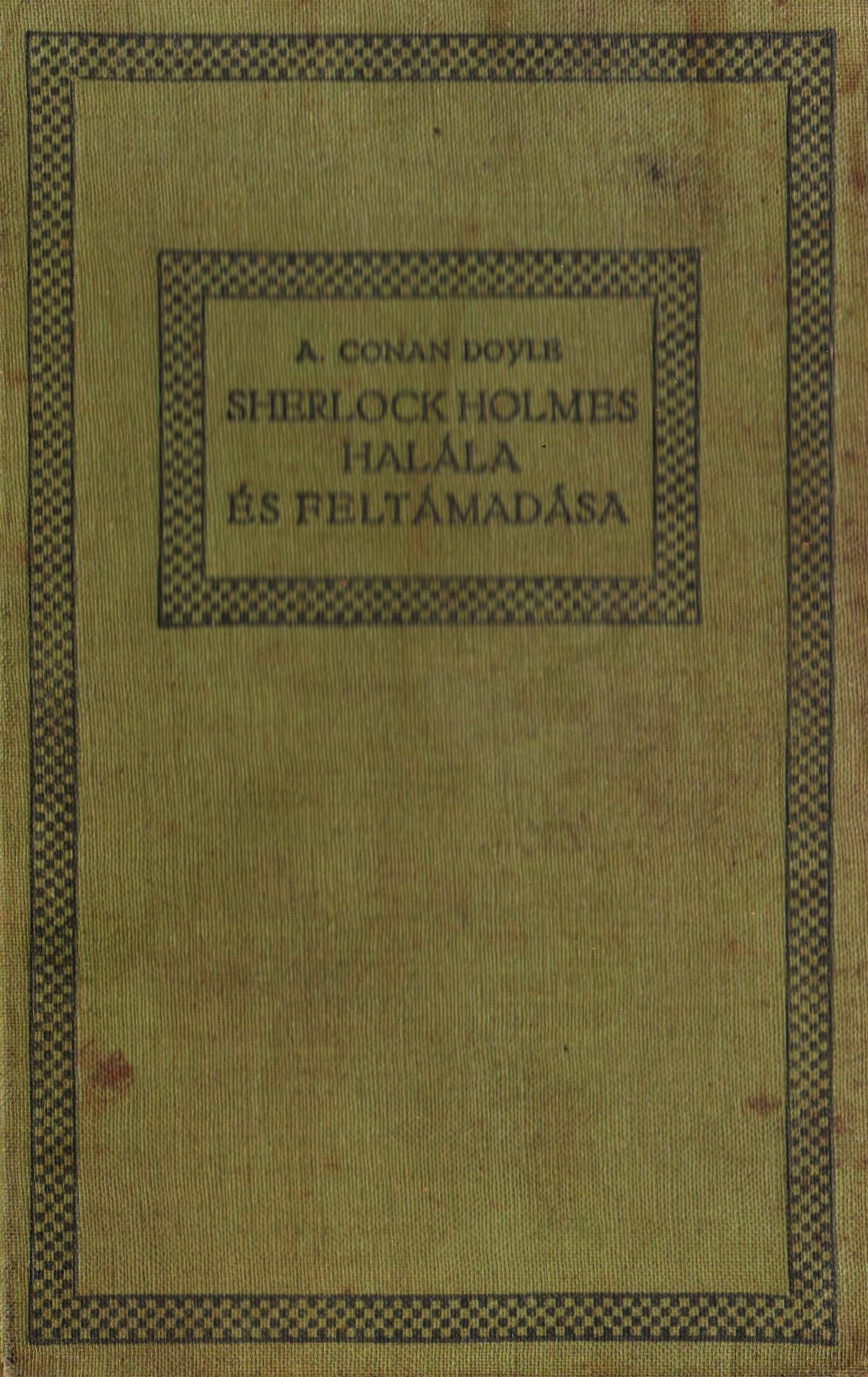
Conan Doyle: Sherlock Holmes halála és feltámadás (borító)
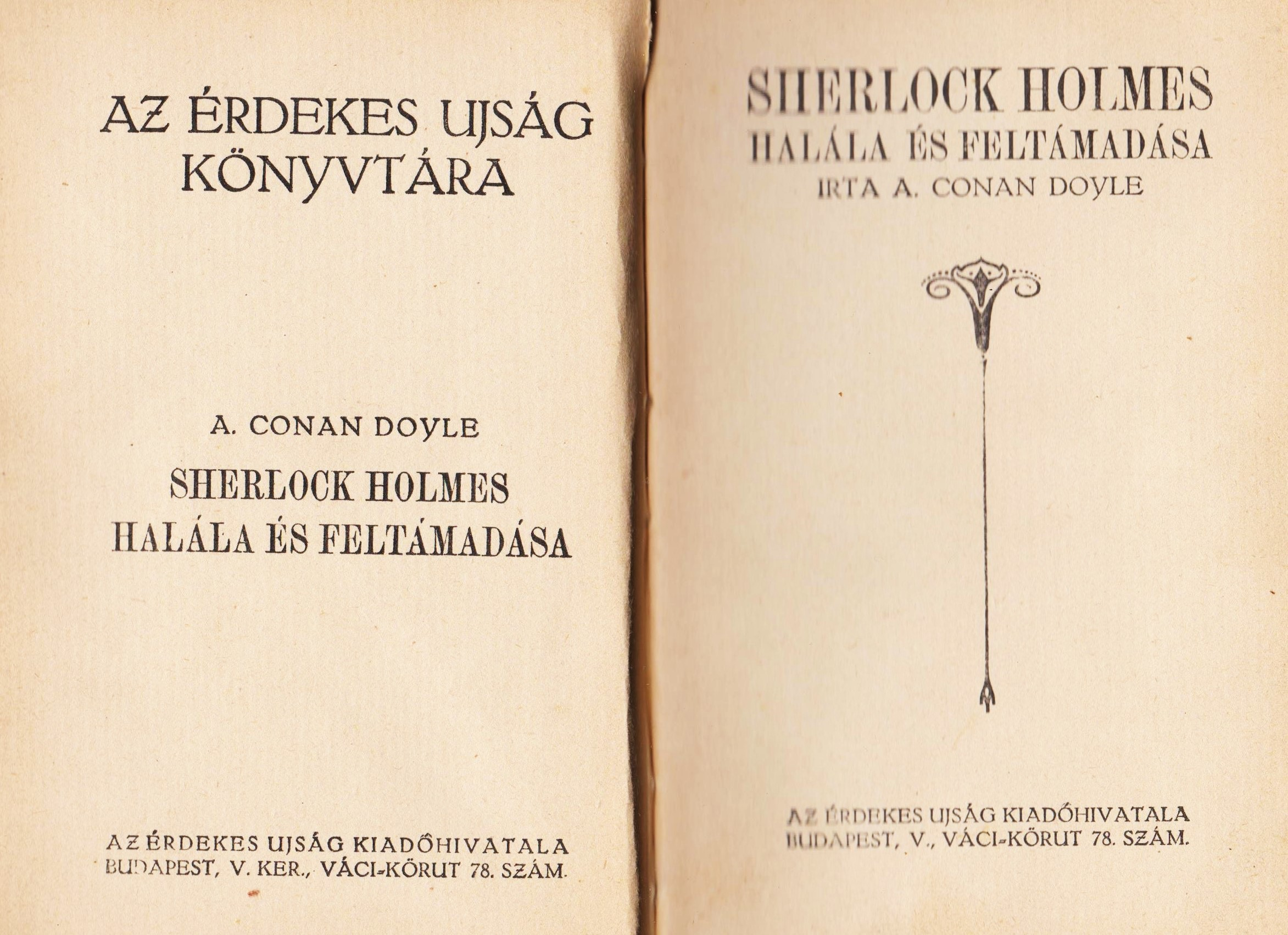
Conan Doyle: Sherlock Holmes halála és feltámadás (címlap)
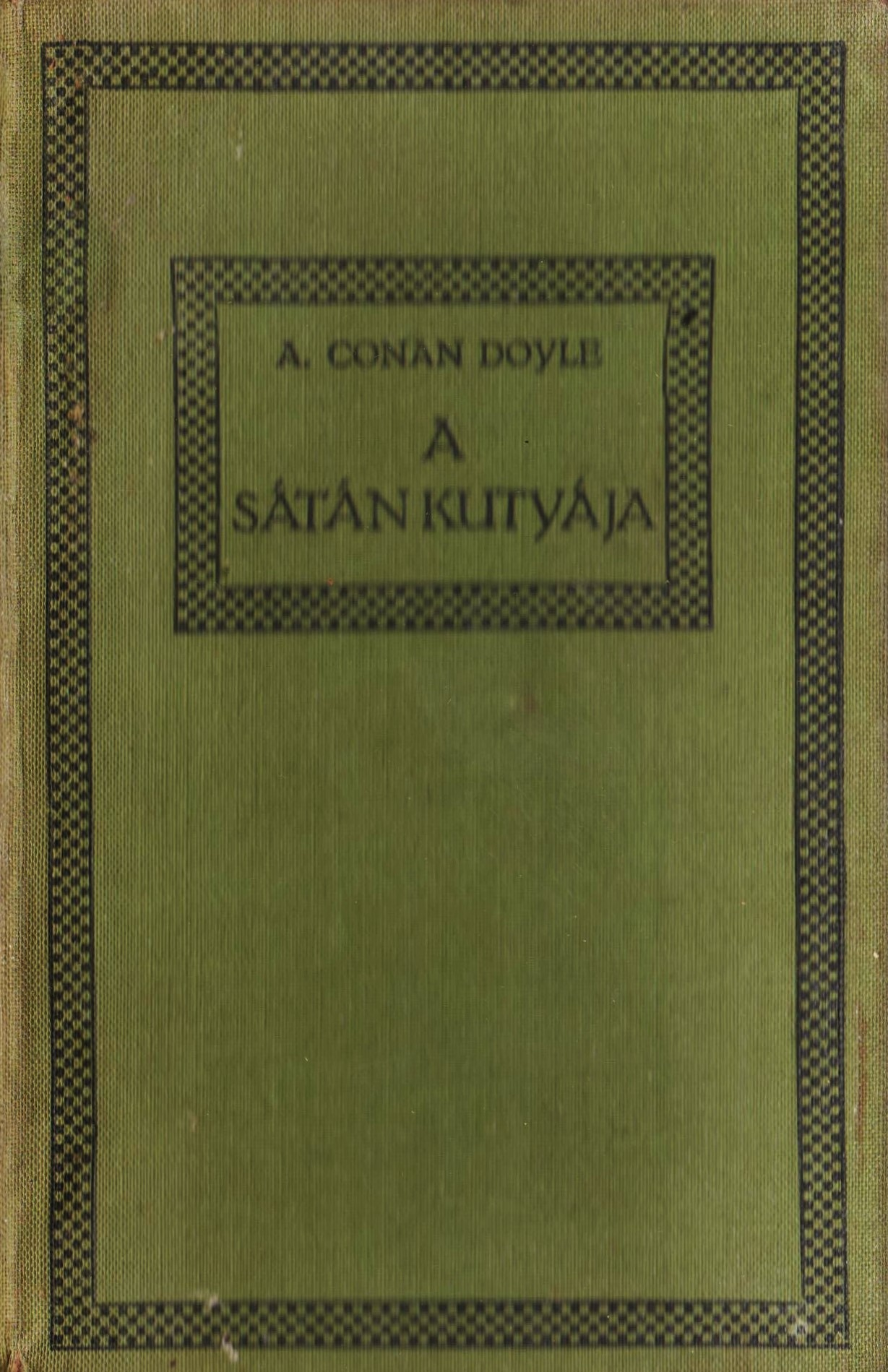
A. Conan Doyle: A sátán kutyája (borító)
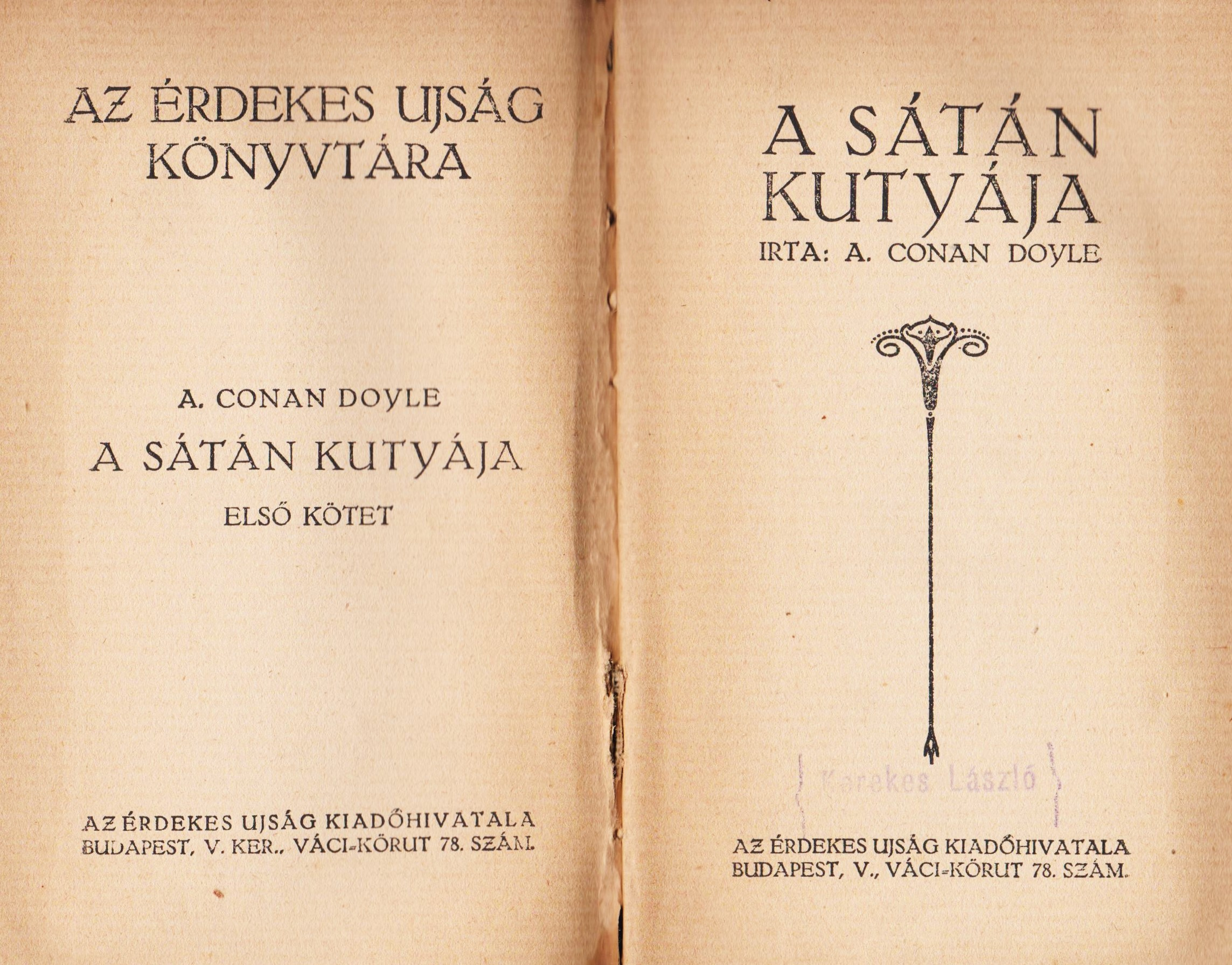
A. Conan Doyle: A sátán kutyája  (címlap)
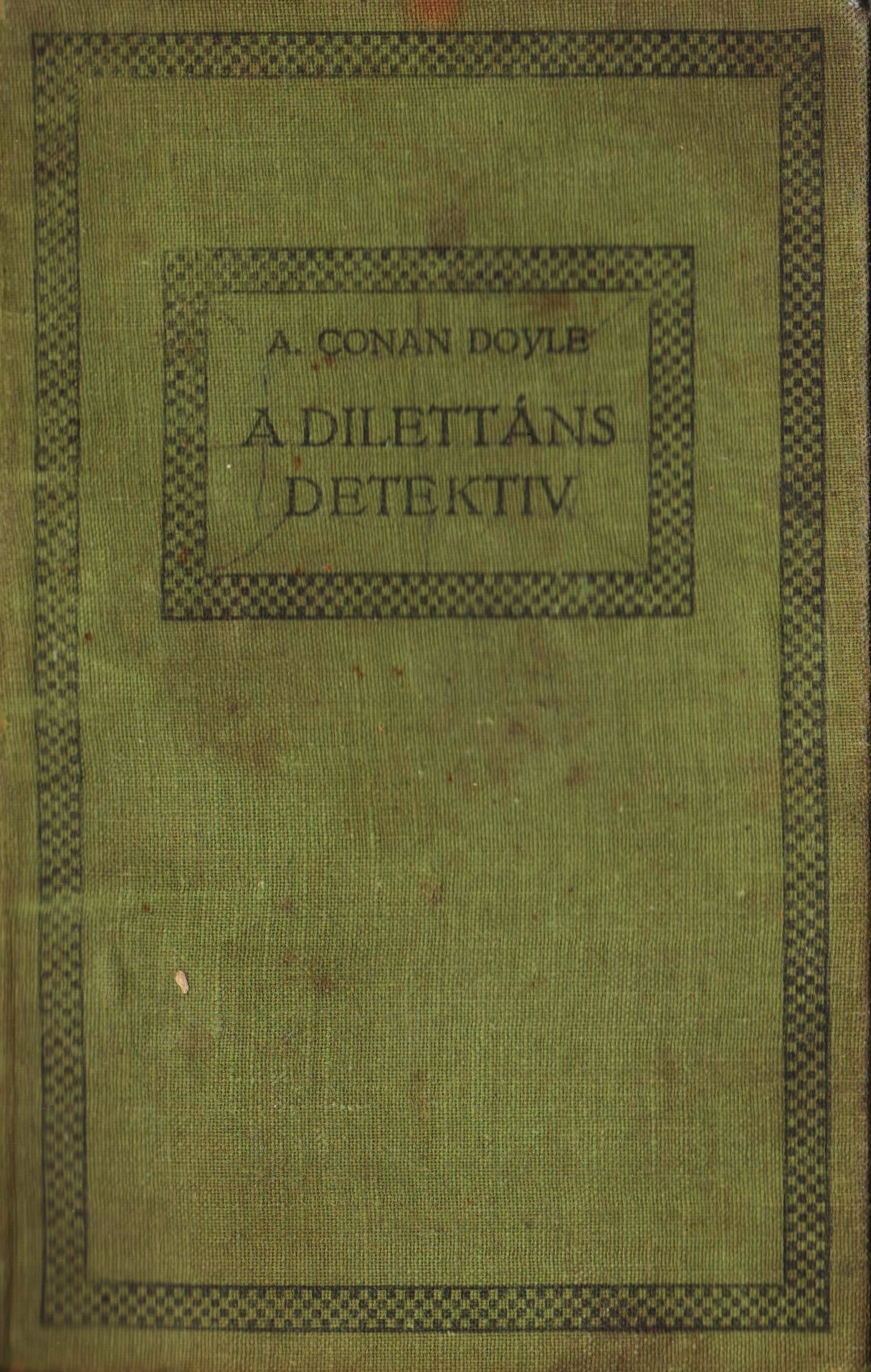
A. Conan Doyle: Dilettáns detektív (borító)
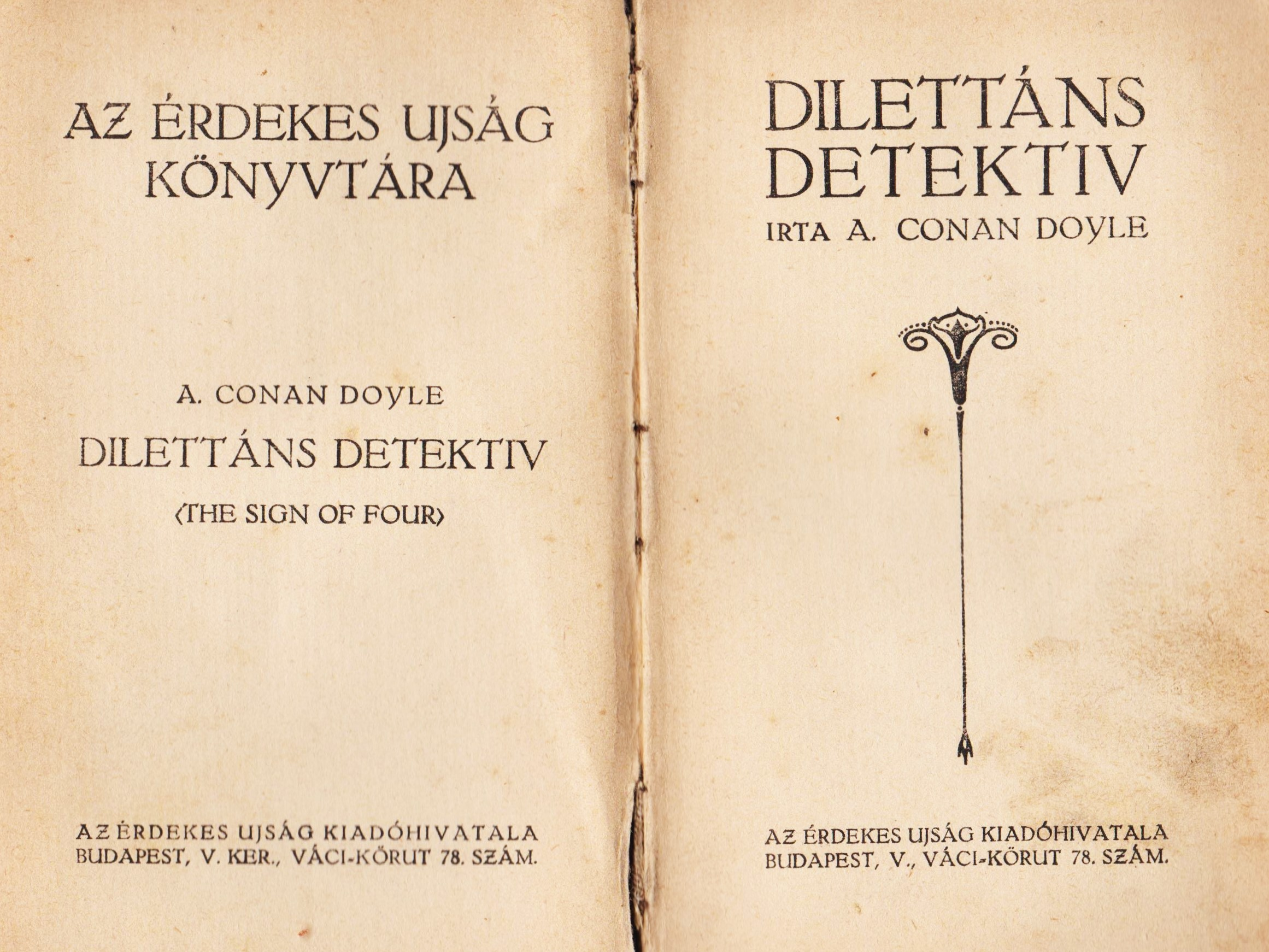
A. Conan Doyle: Dilettáns detektív  (címlap)
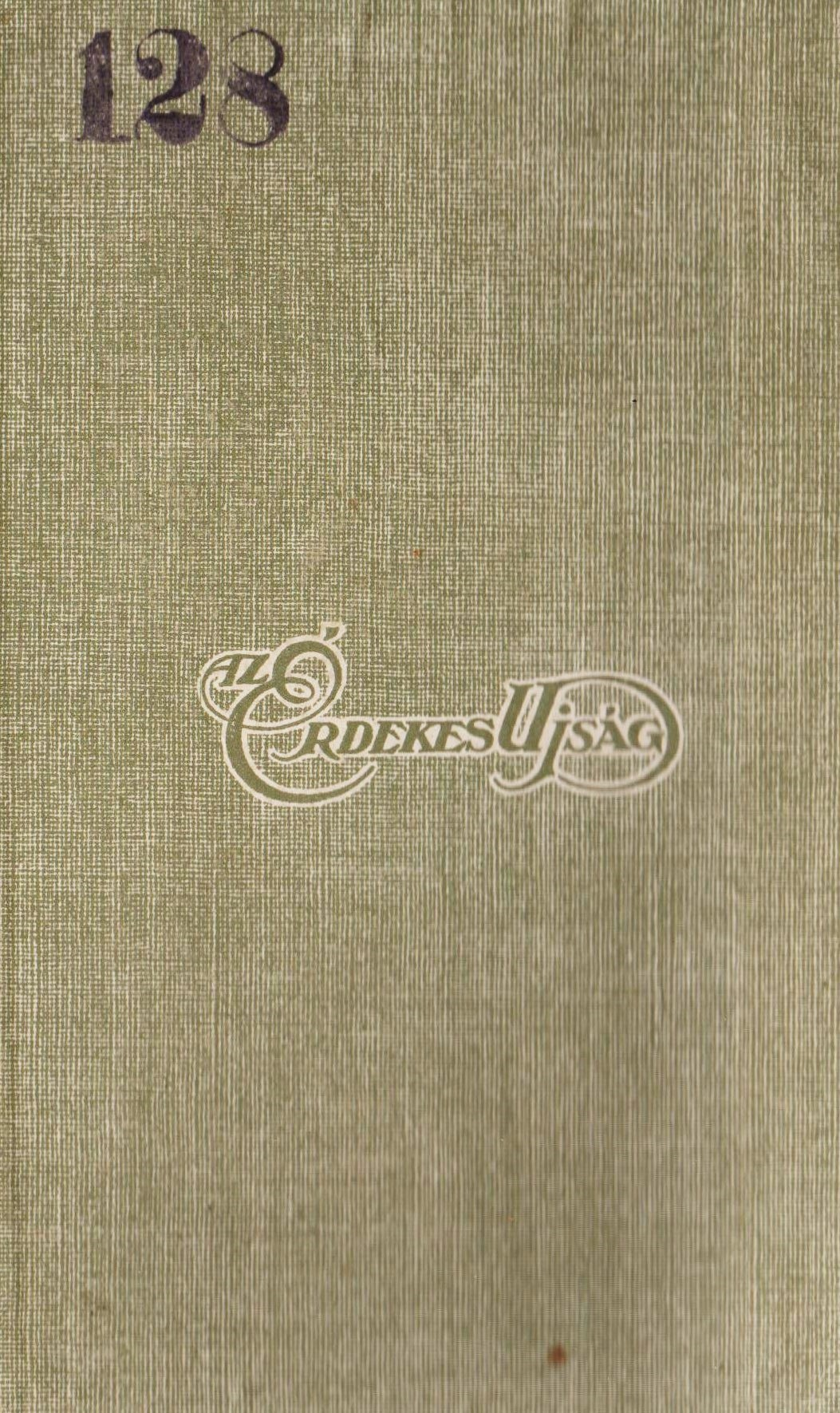
A sorozat előzéklapja